# セルゲイ・シャフライ (政治家)

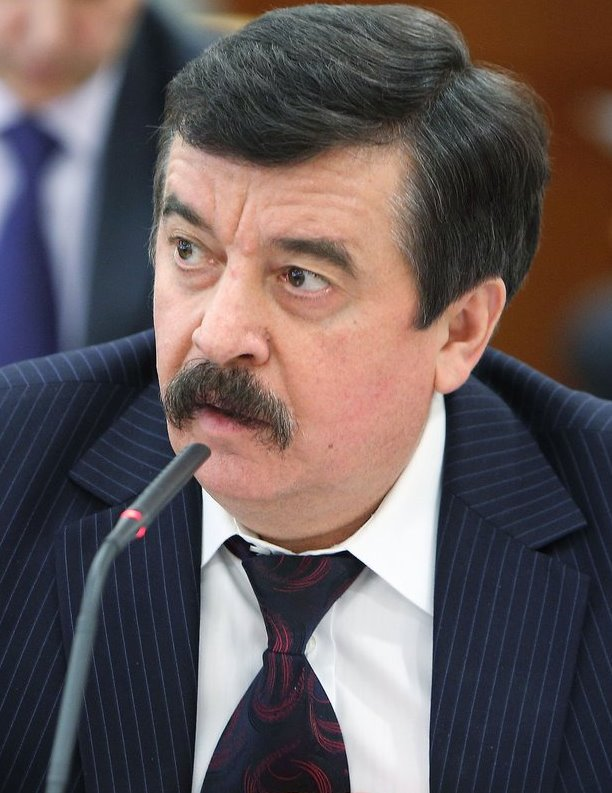
セルゲイ・シャフライ (政治家)

セルゲイ・ミハイロヴィチ・シャフライ（ロシア語: Серге́й Миха́йлович Шахра́й, ラテン文字転写: Sergei Mikhailovich Shakhrai、1956年4月30日 - ）は、ロシアの政治家、法学者。エリツィン時代にソビエト連邦の崩壊前後のロシアの国制構築に関与し、特に法制や民族政策でエリツィンに重用された。
1956年4月30日、ソビエト連邦ウクライナ・ソビエト社会主義共和国のクリミア州シンフェローポリに生まれる。1978年ロストフ大学法学部卒業。1981年モスクワ大学大学院を修了し、法学博士候補の称号を得る。同年モスクワ大学法学部で教鞭を執る。その傍ら、ソ連科学アカデミー民族学研究所で研究に取り組む。1987年モスクワ大学で法情報サイバネティクス研究所を創設し初代室長に就任し、法学や政治学にコンピュータを導入し応用することを提唱する。
1988年にソ連共産党に入党する。ソ連最高会議では、法律問題の専門家として選挙制度の法制にコンサルタントとして関与する。また、この時期最高会議の代議員とともに訪米している。1990年5月、人民代議員（民族会議）に選出される。同年6月4日ロシア人民代議員に選出されロシア主権宣言の起草に当たる。1991年7月最高会議法制委員会議長に選出、ロシア大統領法務担当国家顧問に任命される。12月の独立国家共同体（CIS）創立協定の作成に当たった。
ソ連崩壊後のロシアでは、1992年4月まで、エリツィン政権で従来の国家顧問に加え、副首相を兼務する。1992年には大統領府国家法制局長に転出。11月副首相兼民族政策委員会議長などを歴任した。1993年6月、エゴール・ガイダルを中心とする急進改革派与党の「ロシアの選択」と並ぶ、穏健派の与党、ロシアの統一と合意党を結成し、代表となる。12月「統一と合意」を率いて、ロシア連邦議会下院国家会議議員選挙に立候補し当選する。1994年1月民族問題・地域政策担当相、4月民族問題担当の副首相、憲法裁判所大統領全権代表を歴任した。